# Uri Orlev
Pour les articles homonymes, voir Orlev.
Uri Orlev (en hébreu : אורי אורלב), né le 4 février 1931 à Varsovie et mort le 26 juillet 2022 à Jérusalem, est un écrivain israélien d'origine polonaise. 
Il a reçu le prix Hans Christian Andersen en 1996 pour sa contribution à la littérature d'enfance et de jeunesse.

## Biographie
Né Jerzy Henryk Orlowski à Varsovie, il grandit dans le Ghetto de Varsovie jusqu'à ce que sa mère soit tuée par les nazis et qu'il soit envoyé au camp de Bergen-Belsen. Après la Seconde Guerre mondiale, il part en Israël. Il commence à écrire pour la jeunesse en 1976, en langue hébraïque.

## Œuvres
- Les Enfants de laine (סבתא סורגת, 1980), Pierrot, 1981 ; réédité sous le titre Grand-Mère tricot (סבתא סורגת), Père Castor, 1998.
- Une île rue des oiseaux (האי ברחוב הציפורים, 1981), Hachette Le Livre de poche jeunesse, 1991.
- L'Homme de l'autre côté (האיש מן הצד האחר, 1988), Flammarion Castor Poche, 1997.
- Comme tu es grande, ma petite Louise ! (קטנה-גדולה, 1977), traduit de l'allemand, Actes Sud junior, 1998.
- Baptiste et le lion (חלצת האריה), traduit de l'allemand, Actes Sud junior, 1999.
- Baptiste ne veut pas se laver la tête (חפיפת ראש), traduit de l'allemand, Actes Sud junior, 1999.
- Cours sans te retourner (רוץ, ילד, רוץ, 2001), Flammarion Castor Poche, 2003.
- Le Chant des baleines (שיר הלוויתנים, 1997), Gallimard jeunesse, 2003.
- Poèmes de Bergen-Belsen : 1944 (שירים מברגן-בלזן, 2005), L'Éclat, 2011.
- Le Royaume d'Eliousha, Flammarion Castor Poche, 2012.

## Récompenses
- prix Hans Christian Andersen en 1996.
- prix Bialik en 2006, avec Ruth Almog et Raquel Chalfi.

Quatre de ses livres ont reçu le prix Batchelder pour leur traduction en anglais.